# Huvudstadsregionens närtrafik

Geografiskt korrekt karta med Helsingfors metro (orange). Banor markerade med rött är stadsbanor. Närtrafiken sträcker sig långt utanför kartan.

Huvudstadsregionens närtrafik (finska: Pääkaupunkiseudun lähiliikenne) kallas pendeltågstrafiken i Helsingforsregionen, som tas om hand av VR. Det körs ungefär 850 turer per dag i Huvudstadsregionens närtrafik, som har cirka 200 000 resenärer per dag. Utbudet av avgångar är tätt, med 10 turer i timmen på de mest trafikerade stationerna och 1-3 gånger per timme på mer avlägsna stationer. Närtågen kan konkurrera med bilen eftersom medelhastigheten är runt 85 km/h,[källa behövs] dessutom drabbas inte tågen av rusningstrafiken på vägarna.
Närtrafiken använder eltågsmodellerna Sm2, Sm4 och Sm5. Huvudstadsregionens Vagnpark Ab, som ägs av huvudstadsregionens kommuner och VR, äger och hyr ut de nyaste vagnarna till operatören.
Helsingfors närtrafik är Nordens tredje största pendeltågssystem räknat i sträcka (235 km), efter Oslo (553 km) och Stockholm (241 km) Källa. Dock har Helsingfors flest linjer i Norden.

## Stadsbanorna
Stadsbanorna är ett samarbete mellan kommunerna och Trafikledsverket där man byggt egna spår för närtrafiken, vilket möjliggjort att fjärrtåg och pendeltåg kan köra oberoende av varandras tidtabeller. Det finns tre stadsbanor i dagens läge: Alberga stadsbana, Ringbanan och Kervo stadsbana. Alberga stadsbana planeras att förlängas till Esbo centrum. Trafiken på stadsbanorna är tät med turintervaller på 10 minuter under dagtid. De pendeltåg som kör längre sträckor använder samma spår som fjärrtrafiken, vilket leder till förseningar om fjärrtrafiken är försenad. De pendeltåg som använder stadsbanorna berörs inte av detta.

## Banorna i Huvudstadsregionens närtrafik

### Riihimäkibanan
Riihimäkibanan är en del av Stambanan, som blev klar år 1862. Trafiken med eltåg inleddes 1970 från Helsingfors till Kervo och 1972 var elektrifieringen klar till Riihimäki. På denna banan kör linjerna R, D och T.

#### Kervo stadsbana
Kervo stadsbana går parallellt med och intill Riihimäkibanan. Stadsbanan blev klar mellan Helsingfors och Dickursby år 1996 och förlängdes till Kervo år 2004. På denna banan kör linjerna K och T.

### Riihimäki–Tammerfors-banan
Riihimäki-Tammerfors-banan är också en del av stambanan, som sträcker sig från Riihimäki, via Tavastehus, till Tammerfors. På denna banan kör R-tågen som fortsätter från Riihimäki till Tammerfors.

### Lahtis direktbana
Lahtis direktbana från Kervo till Lahtis öppnades för trafik i september 2006. På denna banan kör Z-tågen.

### Riihimäki–Lahtis-banan
Riihimäki-Lahtis-banan var den första färdiga sektionen till Riihimäki–Sankt Petersburg-banan som öppnades till trafiken år 1870. På denna banan kör G-tågen.

### Kustbanan
Kustbanan öppnade 1903 mellan Helsingfors och Karis. Banan elektrifierades som Finlands första järnväg till Kyrkslätt år 1969. Till Karis kom elektrifieringen först 1993. På denna banan kör linjerna Y, X, U, L och E.

#### Alberga stadsbana
Alberga stadsbana är parallell med Kustbanan och öppnade mellan Helsingfors och Alberga år 2002. På denna banan kör A-tågen. Man planerar att förlänga banan till Esbo centrum eller Köklax.[källa behövs]

### Ringbanan
Ringbanan binder samman Kustbanan med Stambanan via Helsingfors-Vanda flygplats. På denna banan kör I- och P-tågen.
Banan var tidigare känd som Mårtensdalsbanan och Vandaforsbanan, efter sin slutstation. Banan utgår från Hoplax station och byggdes till Mårtensdal år 1975. 1991 förlängdes banan till Vandaforsen. Förlängningen till Stambanan och flygplatsen blev klar 2015. Banan är en stadsbana (järnväg), men var ursprungligen tänkt som en del av Helsingfors metronätverk.

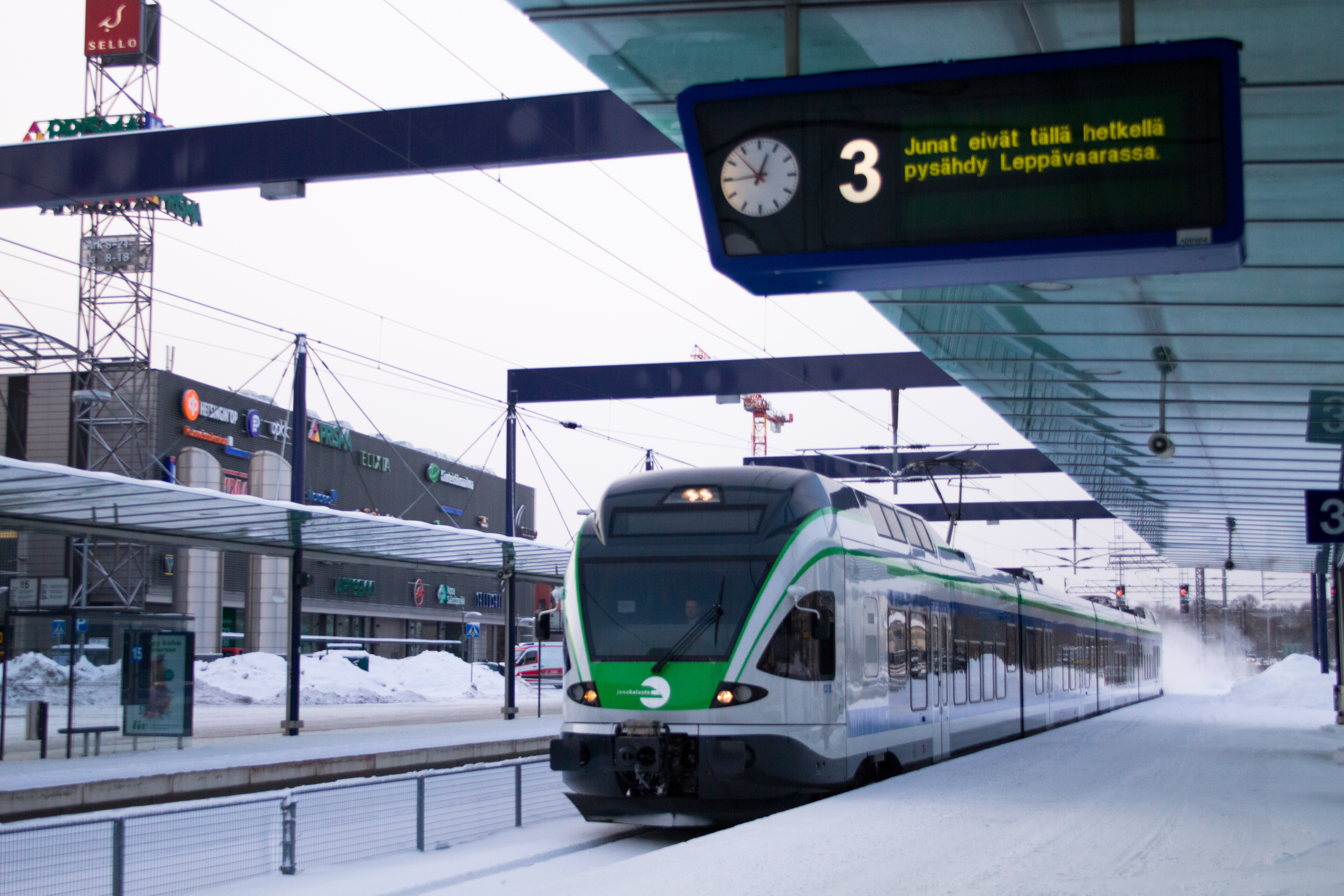
Ett Sm5-tåg vid Alberga station.

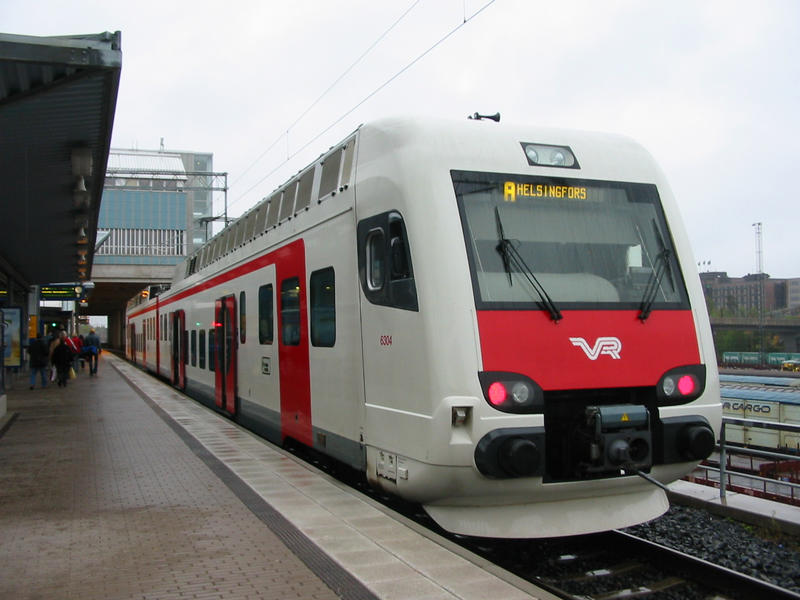
Ett Sm4-tåg på A-linjen vid Böle station.

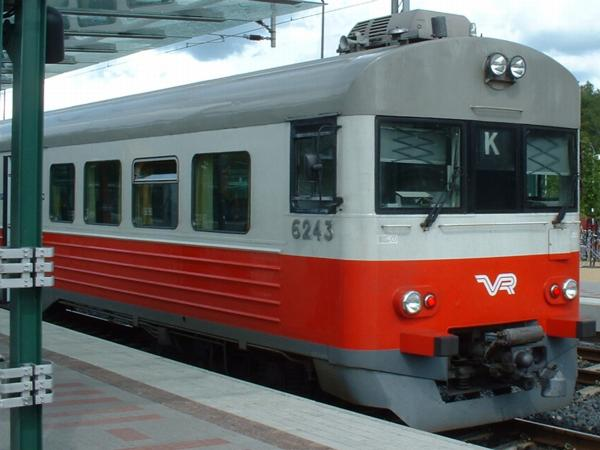
Ett renoverat Sm1-tåg på K-linjen vid Kervo station.

## Tåglinjer

### Kustbanan, Alberga stadsbana och Hangöbanan
H
H-tåget körs huvudsakligen mellan Karis och Hangö, och på den sträckan stannar det i Norra-Hangö, Sandö, Lappvik, Skogby, Ekenäs och Dragsvik. På onsdagar, fredagar och söndagar kör H-tåget vidare från Karis till Helsingfors, och på sträckan mellan Karis och Helsingfors stannar tåget i Sjundeå, Kyrkslätt, Esbo, Alberga och Böle, avgången från Helsingfors klockan 20:53. H-tåget är den snabbaste tåg linjen mellan Helsingfors och Kyrkslätt. 
Y
Y-tåget körs mellan Helsingfors och Sjundeå. Tåget stannar vid stationerna i Böle, Hoplax, Alberga, Esbo, Köklax, Masaby och Kyrkslätt. Linjen har sju tågturer i båda riktningarna på vardagar. På veckoslutet kör Y-tåget inte. En tågtur på Y-linjen körs från Karis till Helsingfors med avgången från Karis klockan 5:43. 
Ursprungligen körde Y-tåget mellan Helsingfors och Kyrkslätt mellan 1974 och 1987. Då stannade Y-tåget inte vid någon station mellan Böle och Grankulla men stannade på varje station efter Grankulla. Y-tåget avskaffades år 1987 och ersattes med S- och U-tågen. Y-tåget återinfördes år 2002 på rutten Helsingfors-Karis när Alberga stadsbana öppnades för trafiken. Det nya Y-tåget stannade vid stationerna i Böle, Alberga, Masaby, Kyrkslätt, Sjundeå och Ingå. Tidigare hade några S- och U-tåg fortsatt från Kyrkslätt till Karis efter det att elektrifieringen kom till Karis år 1993. I mars 2016 blev Sjundeå Y-tågets ändstation och närtrafiken slutade vid stationerna i Ingå och Karis. Linjen fick också nya stopp i Hoplax och Esbo.
Köklax lades till Y-tågets stopp i den 12 augusti 2019. Denna förändring gjordes på grund av ökade passagerarmängder vid Kustbanan och för att jämföra passagerarmängder mellan Y- och U-tågen.
X
X-tåget kör mellan Helsingfors och Sjundeå. Tåget stannar vid stationerna i Böle, Hoplax, Alberga och efter det vid alla stationer. Linjen kör inte under veckosluten. Tidigare, när närtågstrafiken till Karis upphörde körde X-tåget mellan Helsingfors och Kyrkslätt och stannade på samma stationer som Y-tåget. X-tåget till Kyrkslätt lades ner senare. 
U
U-tåget körs mellan Helsingfors och Kyrkslätt. Tåget stannar vid stationerna i Böle, Hoplax, Alberga, Kilo, Kera, Grankulla, Björkgård, Domsby, Esbo, Köklax, Masaby, Jorvas och Tolls. Linjen körs en gång varje halvtimme. 
U-tåget infördes ursprungligen 1988 men hade endast några få tågturer under rusningstiden och stannade vid färre stationer än idag tills Alberga stadsbanan öppnades för trafiken. Efter detta körde U-tåget en gång varje timme. I mars 2016 två små hållplatser i Mankby och Bobäck stängdes och U-tåget började köra en gång varje halvtimme och ersattade S-linjen.
L
L-tåget körs mellan Helsingfors och Kyrkslätt. Tåget stannar på alla stationer och körs endast på natten och morgonen. En tågtur på L-linjen som avgår Helsingfors klockan 23:08 körs vidare från Kyrkslätt till Karis med också ett stopp i Sjundeå. L-tåget var ursprungligen huvudtåget på rutten Helsingfors-Kyrkslätt som kördes huvudsakligen en gång varje timme. Efter Alberga stadsbanan öppnades för trafiken, blev L-tåget ett nattrafikståg. 
E
E-tåget körs mellan Helsingfors och Köklax. Tåget stannar vid stationerna i Böle, Hoplax, Alberga, Kilo, Kera, Grankulla, Björkgård, Domsby och Esbo och körs en gång varje halvtimme. 
E-tåget infördes mellan Helsingfors och Esbo 1974 som en extra linje till L-tåget. Då stannade E-tåget på alla stationer och körde huvudsakligen en gång varje timme. När Alberga stadsbanan öppnades för trafiken, slutade E-tåget att stanna vid stationerna i  Ilmala, Gjuteriet, Sockenbacka och Mäkkylä. I augusti 2007 blev Köklax tågets ändstation. 
A
A-tåget körs mellan Helsingfors och Alberga och det stannar på alla stationer. Intervallet är 20 minuter på vardagar (10 minuter under rusningstiden) och 30 på kvällen och veckoslutet.

### Ringbanan
I och P
I- och P-tågen körs från Helsingfors centralstation till Helsingfors-Vanda flygplats. P-tåget körs via Hoplax och I-tåget körs via Dickursby. Båda tåg stannar på alla stationer. Intervallet är 10 minuter på vardagar och lördagen, 15 minuter på söndagen och 30 minuter under tysttrafiken. 
Före ringbanan körde I-tåget mellan Helsingfors och Dickursby mellan 1996 och 2015 var som körde P-tåget mellan Helsingfors och Sandkulla mellan 1972 och 2004.

### Kervo stadsbanan, Riihimäkibanan och Riihimäki-Tammerfors-banan
K
K-tåget körs mellan Helsingfors och Kervo och det stannar på alla stationer. 
Ursprungligen stannade K-tåget inte vid någon station mellan Böle och Dickursby. Malm lades till stoppen år 1988 och Parkstad år 1996. Tåget började också stanna vid Åggelby när Kervo stadsbana var helt färdigställd år 2004. K-tåget körs på vardagar klockan 6-19, huvudsakligen varje 10 minuter.
N-tåget avskaffades på augusti 2019 och ersattes med K-tåget som nu började stanna vid alla stationer mellan Helsingfors och Kervo med nya stopp vid Kottby, Bocksbacka och Mosabacka stationer. Den här förändringen gjordes för att klargöra tåglinjer vid Stambanan genom att låta alla närtåg på Kervo stadsbanan (I, P, K och T) stanna vid alla stationer. Förändringen skulle också göra hanteringen av störningar i tågtrafiken lättare.
Man planerar att förlänga K-tågets rutt till Sköldviksbanan med ändstationen vid Nickby station i Sibbo.
T
T-tåget körs mellan Helsingfors och Riihimäki och det stannar på alla stationer. Tåget körs endast på natten och tidigt på morgonen. Linjen har fler turer på veckoslutet än på vardagar.
R
R-tåget körs mellan Helsingfors och Riihimäki. Tåget stannar vid stationerna i Böle, Dickursby, Kervo, Ainola, Träskända, Saunakallio, Jokela och Hyvinge. Tåget körs en gång varje halvtimme utom kvällen efter klockan 21 och veckoslutmorgonen. Några R-tågturer fortsätter från Riihimäki vidare till Tammerfors med stopp i Ryttylä, Turenki, Tavastehus, Parola, Iittala, Toijala, Viiala och Lempäälä. Tågen till Tammerfors körs med exceptionella intervall. På veckoslutet körs R-tåget, som avgår från Helsingfors klockan 0:40, till Tavastehus. 
Ursprungligen stannade R-tåget inte vid Dickursby, Ainola och Saunakallio. Dickursby lades till stoppen år 1996 och Ainola och Saunakallio i mars 2016. R-tågen började köra till Tammerfors officiellt i juni 2017 men även före detta har några R-tågturer fortsatt från Riihimäki till Tammerfors som regionaltågen men då tillhörde banan mellan Riihimäki och Tammerfors inte närtrafikszonen som nu.
D
D-tåget körs mellan Helsingfors och Riihimäki. Tåget stannar vid stationerna i Böle, Dickursby, Kervo, Träskända och Hyvinge och det körs endast under rusningstiden på vardagar. Linjen har tre tågturer från Riihimäki på vardagar och två tågturer från Helsingfors på kvällen. D-tåget som avgår Helsingfors klockan 15:50 körs ända till Tavastehus medan det första D-tåget till Helsingfors på morgonen körs från Tavastehus. Linjen infördes i mars 2016.

### Riihimäki-Lahtis-banan
G
G-tåget körs mellan Riihimäki och Lahtis. Tåget stannar vid stationerna i Hikiä, Oitti, Mommila, Lappila, Järvelä och Herrala och det körs en gång varje timme. Linjen infördes i juni 2017 och den ersattade de förra regionaltågen. G-tåget är den enda tåglinjen i Huvudstadsregionens närtrafik som avgår/anländer inte från/till Helsingfors.
Före införandet på Riihimäki-Lahtis-banan, brukade G-tåget köra mellan Helsingfors och Saunakallio mellan 2007 och 2011. G-tåget stannade endast vid stationerna i Böle, Ainola (som då hette Kyrölä) och Träskända. Linjen avskaffades år 2011 i syfte att förbättra trafikledningen på stambanan, speciellt under vinterförhållandena.

### Lahtis direktbana
Z
Z-tåget körs mellan Helsingfors och Lahtis via Lahtis direktbanan. Tåget stannar vid stationerna i Böle, Dickursby, Kervo, Haarajoki, Mäntsälä och Henna och det körs en gång varje timme. På vardagar körs två tågturer på Z-linjen på morgonen från Kouvola via Lahtis till Helsingfors och de återvänder till Kouvola på kvällen.

### Tidigare linjer
S
S-tåget kördes mellan Helsingfors och Kyrkslätt. Tåget stannade vid stationerna i Böle, Hoplax, Alberga, Kilo, Kera, Grankulla, Björkgård, Domsby, Esbo, Köklax och Masaby. Tåget kördes en gång varje timme.
Ursprungligen körde S-tåget mellan Helsingfors och Grankulla 1972-1974. Linjen återinfördes i september 1987 mellan Helsingfors och Kyrkslätt men stannade då på färre stationer än under sina tidigare år.
M
M-tåget kördes mellan Helsingfors och Vandaforsen och det stannade på alla stationer. Linjen infördes 1975 när Mårtensdalsbanan öppnades till trafiken. Linjen förlängdes till Vandaforsen år 1991. M-tåget avskaffades i juli 2015 och ersätts med P- och I-tågen.
N
N-tåget kördes mellan Helsingfors och Kervo och det stannade på alla stationer. Under sina sista år kördes N-tåget endast på morgonen och kvällen huvudsakligen varje halvtimme. På veckoslutet kördes N-tåget på hela dagen med 10 minuters intervall på lördag och 15 minuters intervall på söndag. N-tåget avskaffades på augusti 2019 och ersätts med K-tåget, som började stanna vid alla stationer precis som N-tåget.
H
H-tåget kördes mellan Helsingfors och Riihimäki. Tåget stannade vid stationerna i Böle, Dickursby, Kervo, Ainola, Träskända, Saunakallio, Purola, Nuppulinna, Jokela och Hyvinge. Tåget kördes en gång varje timme. Tills 1990-talet stannade tåget på fler stationer än på sina sista år men de små stationerna avskaffades på grund av låg passagerarmängd. Linjen avskaffades i mars 2016 och ersätts med R-tåget. Stationerna i Purola och Nuppulinna stängdes.
Linjer utan linjebokstäver
Förutom linjerna med bokstäver fanns det också några ytterligare närtågturer som inte hade sin egen linjebokstav. Dessa tåg kördes under rusningstiden på Riihimäkibanan och Lahtis direktbanan. 
På stambanan fanns det två rutter för dessa ytterligare tågturer:
1. Helsingfors-Böle-Ainola-Träskända-Hyvinge-Riihimäki (inofficiellt märkt med bokstaven D)
2. Helsingfors-Böle-Träskända-Hyvinge-Riihimäki (inofficiellt märkt med bokstaven X)

På sina sista år hade tågen på den första rutten hade en morgontur från Riihimäki och en kvällstur från Helsingfors. Tågen på den andra rutten hade två morgonturer från Riihimäki och tre kvällsturer från Helsingfors. Dessa tågturer avskaffades i mars 2016 och ersätts med D-tåget.
Det fanns en ytterligare tågtur utan en bokstav från Helsingfors till Lahtis som stannade på samma stationer med Z-tåget utom Kervo. Denna tågtur avskaffades år 2013 och ersattes med en Z-tågtur.
Mellan 1988 och 2002 fanns det också ett ytterligare tågturpar mellan Saunakallio och Helsingfors, som stannade endast vid stationerna i Böle och Träskända. Tågets kvällstur kördes vidare till Hyvinge. Tågturparet var inofficiellt märkt med bokstaven J.

### Linjernas längder
- Helsingfors–Riihimäki 71 km (54 min)
- Helsingfors–Tammerfors 187 km (2 h 8 min)
- Helsingfors–Lahtis 104 km (1h 1 min)
- Riihimäki–Lahtis 59 km (42 min)
- Helsingfors–Kervo 29 km (23 min)
- Helsingfors–Sjundeå 51 km (41 min)
- Helsingfors–Kyrkslätt 38 km (30 min)
- Helsingfors–Köklax 24 km (29 min)
- Helsingfors–Alberga 11 km (12 min)
- Helsingfors–Hoplax–Flygplatsen–Helsingfors 26 km (32 min)
- Helsingfors–Dickursby–Flygplatsen–Helsingfors 23 km (27 min)

| |   |   |   |   |   |   |            |            |            |   |   |  |   |   |             |             |             | M |   |   |   |             |   |           |   |             |
| |   |   |   |   |   |   |            |            |            |   |   |  |   |   |             |             | Nokia       |   |   |   |   |             |   |           |   |             |
| |   |   |   |   |   |   |            |            |            |   |   |  |   |   |             |             | Tesoma      |   |   |   | R |             |   |           |   |             |
| |   |   |   |   |   |   |            |            |            |   |   |  |   |   |             |             |             |   |   |   |   | Tammerfors  |   |           |   |             |
| |   |   |   |   |   |   |            |            |            |   |   |  |   |   |             |             |             |   |   |   |   | Lempäälä    | G |           | Z |             |
| |   |   |   |   |   |   |            |            |            |   |   |  |   |   |             |             |             |   |   |   |   | Viiala      |   |           |   | Lahtis      |
| |   |   |   |   |   |   |            |            |            |   |   |  |   |   |             |             |             |   |   |   |   | Toijala     |   | Herrala   |   |             |
| |   |   |   |   |   |   |            |            |            |   |   |  |   |   |             |             |             | M |   |   |   | Iittala     |   | Järvelä   |   |             |
| |   |   |   |   |   |   |            |            |            |   |   |  |   |   |             |             |             |   |   | D |   | Parola      |   | Lappila   |   | Henna       |
| |   |   |   |   |   |   |            |            |            |   |   |  |   |   |             |             |             |   |   |   |   | Tavastehus  |   | Mommila   |   |             |
| |   |   |   |   |   |   |            |            |            |   |   |  |   |   |             |             |             |   |   |   |   | Turenki     |   | Oitti     |   |             |
| |   |   |   |   |   |   |            |            |            |   |   |  |   |   |             |             |             |   | T |   |   | Ryttylä     |   | Hikiä     |   | Mäntsälä    |
| | Y | X |   |   |   |   |            |            |            |   |   |  |   |   |             |             |             |   |   |   |   |             |   | Riihimäki |   |             |
| Sjundeå |   |   | U | L |   |   |            |            |            |   |   |  |   |   |             |             |             |   |   |   |   | Hyvinge     | G |           |   |             |
| Kyrkslätt |   |   |   |   |   |   |            |            |            |   |   |  |   |   |             |             |             |   |   |   |   | Jokela      |   |           |   | Haarajoki   |
| Tolls |   |   |   |   |   |   |            |            |            |   |   |  |   |   |             |             |             |   |   |   |   | Saunakallio |   |           |   |             |
| Jorvas |   |   |   |   |   |   | Mårtensdal | Mårtensdal | Mårtensdal |   |   |  |   |   | Vandaforsen | Vandaforsen | Vandaforsen |   |   |   |   | Träskända   |   |           |   |             |
| Masaby |   |   |   |   | E |   | Klippsta   | Klippsta   | Klippsta   |   |   |  |   |   | Veckal      | Veckal      | Veckal      | K |   |   |   | Ainola      |   |           |   |             |
| Köklax |   |   |   |   |   |   | Myrbacka   | Myrbacka   | Myrbacka   |   |   |  |   |   | Kivistö     | Kivistö     | Kivistö     |   |   |   |   |             |   |           |   | Kervo       |
| Esbo |   |   |   |   |   |   | Malmgård   | Malmgård   | Malmgård   |   |   |  |   |   | Aviapolis   | Aviapolis   | Aviapolis   |   |   |   |   |             |   |           |   | Savio       |
| Domsby |   |   |   |   |   |   | Gamlas     | Gamlas     | Gamlas     |   |   |  |   |   | Flygplatsen | Flygplatsen | Flygplatsen |   |   |   |   |             |   |           |   | Korso       |
| Björkgård |   |   |   |   |   |   | Norra Haga | Norra Haga | Norra Haga |   |   |  |   |   | Lejle       | Lejle       | Lejle       |   |   |   |   |             |   |           |   | Räckhals    |
| Grankulla |   |   |   |   |   |   |            |            |            |   |   |  |   |   |             |             |             |   |   |   |   |             |   |           |   | Björkby     |
| Kera |   |   |   |   |   |   |            |            |            |   |   |  |   |   |             |             |             |   |   |   |   |             |   |           |   | Sandkulla   |
| Kilo |   |   |   |   |   | A |            |            |            |   |   |  |   |   |             |             |             |   |   |   |   |             |   |           |   | Dickursby   |
| Alberga |   |   |   |   |   |   |            |            |            |   |   |  |   |   |             |             |             |   |   |   |   |             |   |           |   | Parkstad    |
| Mäkkylä |   |   |   |   |   |   |            |            |            |   |   |  |   |   |             |             |             |   |   |   |   |             |   |           |   | Mosabacka   |
| Sockenbacka |   |   |   |   |   |   |            |            |            |   |   |  |   |   |             |             |             |   |   |   |   |             |   |           |   | Malm        |
| Gjuteriet |   |   |   |   |   |   |            |            |            |   |   |  |   |   |             |             |             |   |   |   |   |             |   |           |   | Bocksbacka  |
| Hoplax |   |   |   |   |   |   |            |            |            |   |   |  |   |   |             |             |             |   |   |   |   |             |   |           |   | Åggelby     |
| Ilmala |   |   |   |   |   |   |            |            |            |   |   |  |   |   |             |             |             |   |   |   |   |             |   |           |   | Kottby      |
| Böle |   |   |   |   |   |   |            |            |            |   |   |  |   |   |             |             |             |   |   |   |   |             |   |           |   | Böle        |
| Helsingfors |   |   |   |   |   |   |            |            |            |   |   |  |   |   |             |             |             |   |   |   |   |             |   |           |   | Helsingfors |
| | Y | X | U | L | E | A |            |            |            | P | I |  | I | P |             |             |             | K | T | D | R |             |   |           | Z |             |
| = tåget stannar vid stationen = förbindelser med andra transportsätt vid stationen = tåget åker förbi stationen utan att stanna = tåget tar en annan rutt = tåget stannar vid stationen endast i angiven körriktning |   |   |   |   |   |   |            |            |            |   |   |  |   |   |             |             |             |   |   |   |   |             |   |           |   |             |

## Historia
Finlands första järnväg öppnades år 1862 på sträckan Helsingfors–Tavastehus. Till en början passade tidtabellerna inte för arbetsresor för omgivningens befolkning, vilket ledde till att speciell lokaltrafik till Helsingfors föreslogs. 1886 inleddes så kallad sekundärtrafik som stannade förutom i Helsingfors, Malm och Dickursby också i Alphyddan, Fredriksberg (nuvarande Böle), Bocksbacka och Räckhals inom den nuvarande huvudstadsregionens område. År 1903 blev banan från Helsingfors till Karis klar och nya stationer och hållplatser gjorde att villabebyggelsen expanderade kraftigt längs med järnvägen speciellt i Alberga, Kilo och Grankulla. På linjerna Helsingfors–Dickursby och Helsingfors–Grankulla ökade passagerarantalet snabbt till över 4 miljoner passagerare per år, år 1920.
Under 1920-talet fick stationerna finskspråkiga namn. Hagaborna ansökte än en gång att få ändra stationens namn från Hoplax/Huopalahti till Haga, men förgäves – namnproblemet återstår i denna dag, det finns ingen ort som heter Hoplax. Lokaltrafiken utökades och det så kallade arbetartåget gick ända från Kyrkslätt och Kervo till Helsingfors och stationernas omgivningar var föremål för en ivrig byggnadsverksamhet. Stationerna blev också centrum för en småskalig kommers i och med Järnvägsbokhandlarnas kiosker (nuvarande R-kioski) blev allt fler. År 1924 gjordes nio miljoner resor med lokaltågen, men depressionen slog till och 1940 hade passagerarantalet återhämtat sig till 1920 års nivå från att ha varit nere i tre miljoner.
Helsingforsregionens lokaltrafik hade pågått nästan oförändrad ända till början av 1970-talet. Närtrafiken elektrifierades 1969–1972 och år 1975 öppnades en ny linje till Mårtensdal med sex nya stationer. Det speciella med Mårtensdalsbanan var att markanvändningen planerades samtidigt med järnvägen. Vissa av lokaltrafikens stationer förnyades samtidigt. Det och elektrifieringen gjorde att passagerarantalet var 12 miljoner år 1985. Senare förlängdes Mårtensdalsbanan till Vandaforsen. Passagerarantalet har dessutom ökat ytterligare sedan stadsbanorna till Dickursby (1996), Alberga (2002) och Kervo (2004) tagits i bruk.
Lahtis direktbanan togs i bruk i september 2006 och Z-tåget från Helsingfors till Lahtis infördes.
Ringbanan via Helsingfors-Vanda flygplats togs i bruk 2015.

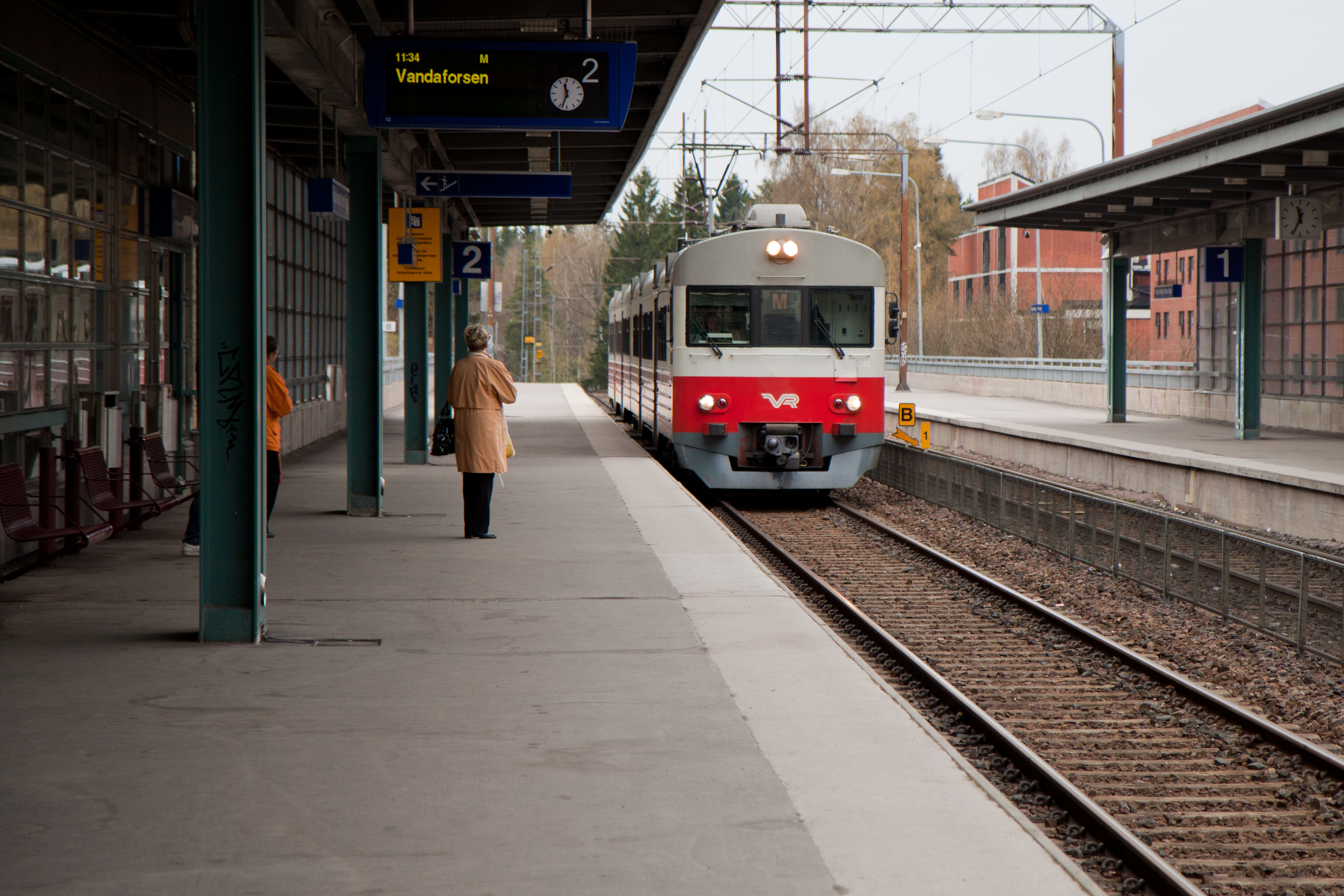
Tidigare M-tåget på Norra Haga station.

## Biljetter
Inom Huvudstadsregionens närtrafik finns det 70 stationer. Av dessa hör 46 stationer till HRT:s närtrafik medan resten tillhör VR:s närtrafikszon. När man reser inom HRT-området, man måste köpa HRT:s biljetter. Om man reser från HRT-området till en station inom V:Rs närtrafikszon, måste man köpa en biljett för VRs närtrafiken. Passagerare som kommer på tåget vid stationerna inom staden Träskända (Haarajoki, Ainola, Träskända och Saunakallio) kan använda båda biljetten till HRT samt biljetten till VRs närtrafiken. Detta beror på det faktum att Träskända ligger mellan Kervo och Jokela stationer som båda tillhör HRT närtrafikszon.
Biljetter kan köpas från biljettautomaterna som finns på alla stationer. Utöver detta kan man köpa biljetten vid stationens biljettförsäljning vid Helsingfors centralstation samt vid stationerna i Träskända, Hyvinge och Lahtis. Man kan också använda mobilbiljetten. Ombord på närtåget brukade konduktörer sälja enkelbiljetter till närtrafiken i avdelningar med biljettförsäljningsmärke tills juni 2017. Numera måste biljetten köpas i förväg innan man kommer på tåget medan konduktörerna nu koncentrerar sig på biljettkontroller och hjälpa passagerare vid behov.

## Förbindelser
Från stationerna i Helsingfors, Böle, Alberga, Dickursby, Riihimäki, Tavastehus, Toijala, Lempäälä, Tammerfors och Lahtis kan man byta från närtåget till fjärrtågen.

## Framtida projekt

### Centrumslingan
Centrumslingan, eller Pisarabanan, från finska pisara ("droppe"), är en planerad underjordisk förbindelse under Helsingfors centrum. Banan skulle avlasta Helsingfors centralstation som är en säckstation i och med att tågen kunde köra runt oavbrutet mellan Böle och Helsingfors centrum på den nya Pisarabanan som på kartan liknar en droppe.

### Tågtrafik till Nickby
Det har gjorts en del undersökningar om man kunde inleda pendeltågstrafik till Nickby i Sibbo kommun på Sköldviksbanan. Trafiken kan inledas endast om man effektiviserar markanvändningen kring järnvägen, enligt Banförvaltningscentralen.[källa behövs] I dagsläget kan man inte inleda persontrafik på Sköldviks oljetransportbana, eftersom plankorsningar borde byggas om och det behövs nya perronger.